# Estadio Aloísio Valentim Schwertner
El Estadio Aloísio Valentim Schwertner (en portugués: Estádio Aloísio Valentim Schwertner) es un estadio de fútbol y rugby localizado en la ciudad de Estrela, en el estado de Rio Grande do Sul, tiene una capacidad para 2.800 personas aproximadamente y es utilizado por el Estrela Futebol Clube y el Centauros Rugby Clube.